# Волк (сборник рассказов)
"Волк" из рассказов Ованеса Туманяна  .

## Рассказ
Рассказ, вероятнее всего, был написан в первой половине 1910-х годов .
Черновик рассказа «Волк» не сохранился.
Впервые произведение было опубликовано в 1913 году в детском журнале «Хаскер» №1 (стр. 15-21)  .
Одна из частей рассказа также была опубликована с правками в учебнике «Лусабер» (IV класс, 1913 г. ). Сохраняются материалы, относящиеся к рассказу, разработки, заметки, а также список этих книг. Все материалы по созданию размещены в разделе " Версии ".
Она была опубликована в 5-м томе полного собрания произведений Ованеса Туманяна из детского журнала «Хаскер»  .

## Сюжет
Автор, путешествуя по зимней Армении, попадает в гости к простым селянам на севере страны, в Лорийской области. Мужчины, бывалые охотники, собираются у огня и начинают рассказывать интересные охотничьи рассказы, связанные с охотой на волков или о волчьих повадках в горах Армении. Рассказ написан на лорийском диалекте армянского языка. 